# Pontiac Star Chief
Star Chief — автомобиль, разработанный компанией Pontiac и выпускавшийся в период с 1954 по 1966 годы. Характерной особенностью данной модели является её хромированная отделка по бокам.

## Первое поколение (1954)
Star Chief, разработанный на базе Pontiac Chieftain, являлся престижной моделью компании. В 1954 году фирма впервые для данного класса представила систему внутреннего кондиционирования. В 1956 году в качестве дополнительной опции были добавлены ремни безопасности. Модель была доступна в комплектациях Deluxe и более дорогой Custom (с улучшенной отделкой салона.)
До Star Chief все Pontiac проектировались на колёсной базе от Chevrolet, но представленная в 1954 новая модель впервые имела более длинную (в сравнении со старыми) базу в 123,5 дюйма (313,7 см), как на ранних Oldsmobile и Buick. Однако, от старых моделей остался классический рядный восьмицилиндровый двигатель, шестицилиндровые были недоступны.

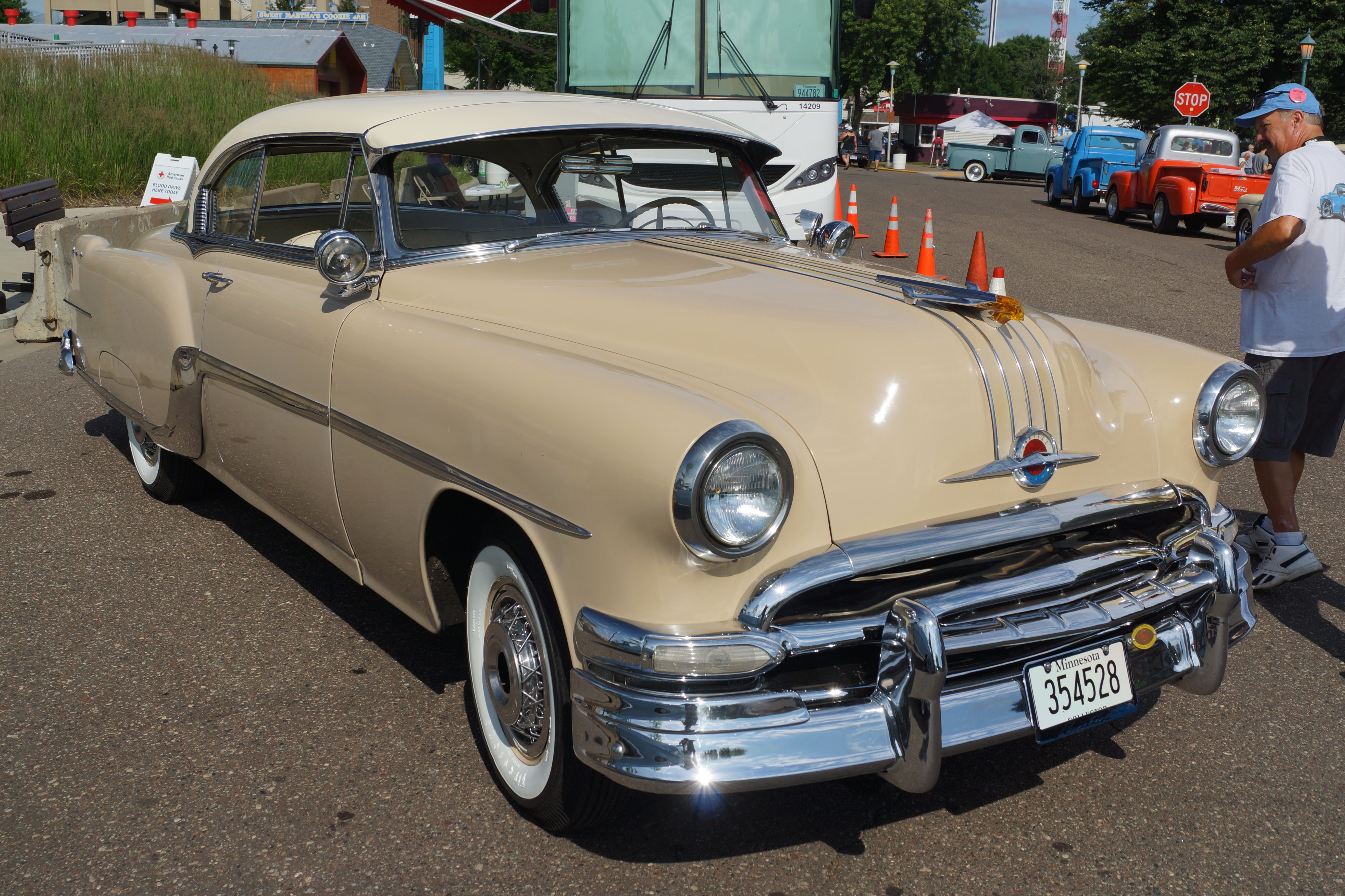
Хардтоп
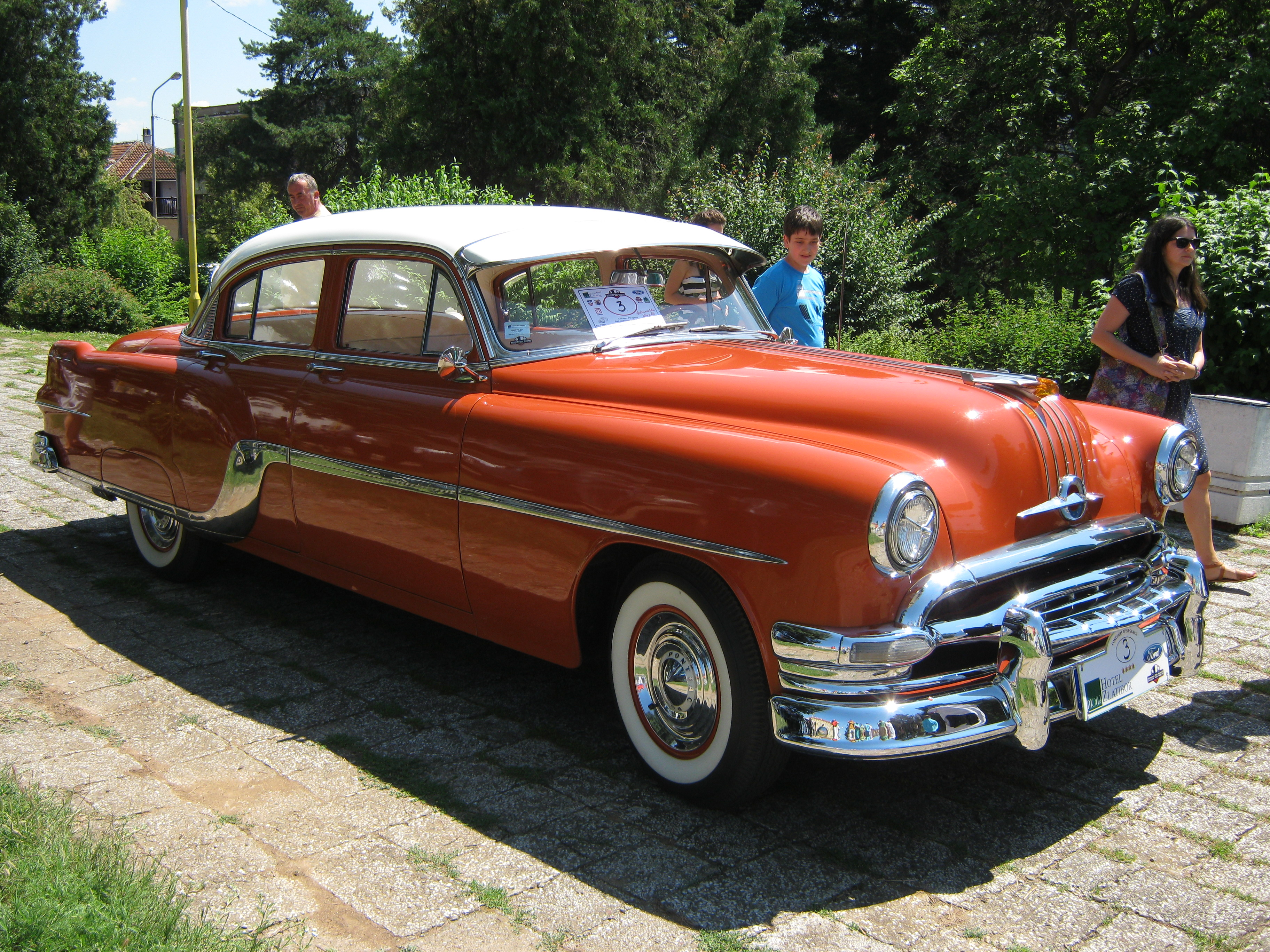
Седан

## Второе поколение (1955—1957)
Вместе с полностью обновлённым кузовом рядный двигатель был заменён на новый V8 в 1955 году. В 1956 дизайн был слегка переработан, появились более массивные бамперы, вертикальная черта над ковочным штампом передней двери, серебристые полосы вдоль бортов. Автомобиль стал походить на космический корабль или ракету. Также появился новый тип кузова — 4-дверный хардтоп. Объём «восьмёрки» увеличился до 316,6 куб. дюймов (5,2 л), мощность — до 205 л. с.

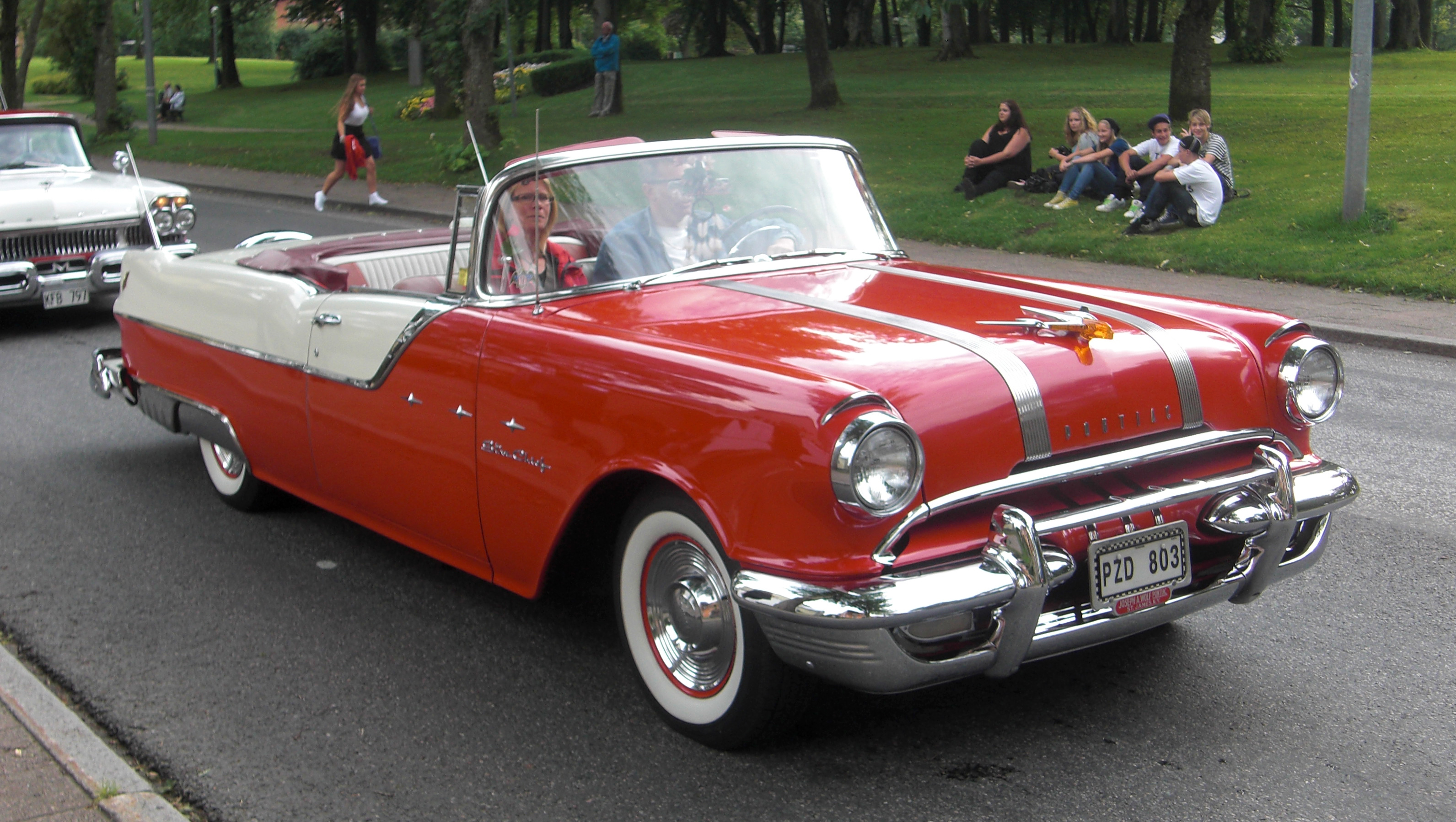
Кабриолет
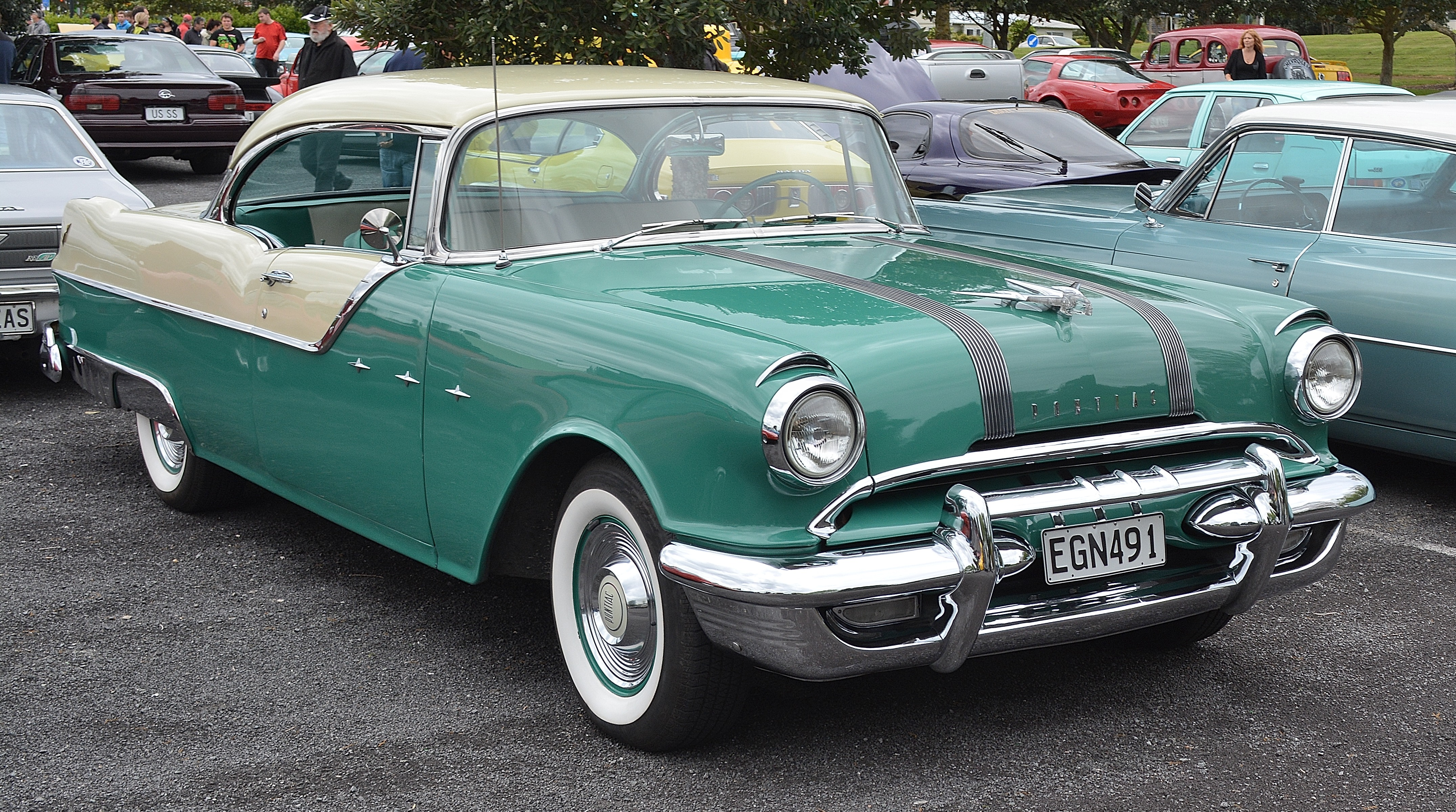
1955 Pontiac Star Chief Custom Catalina
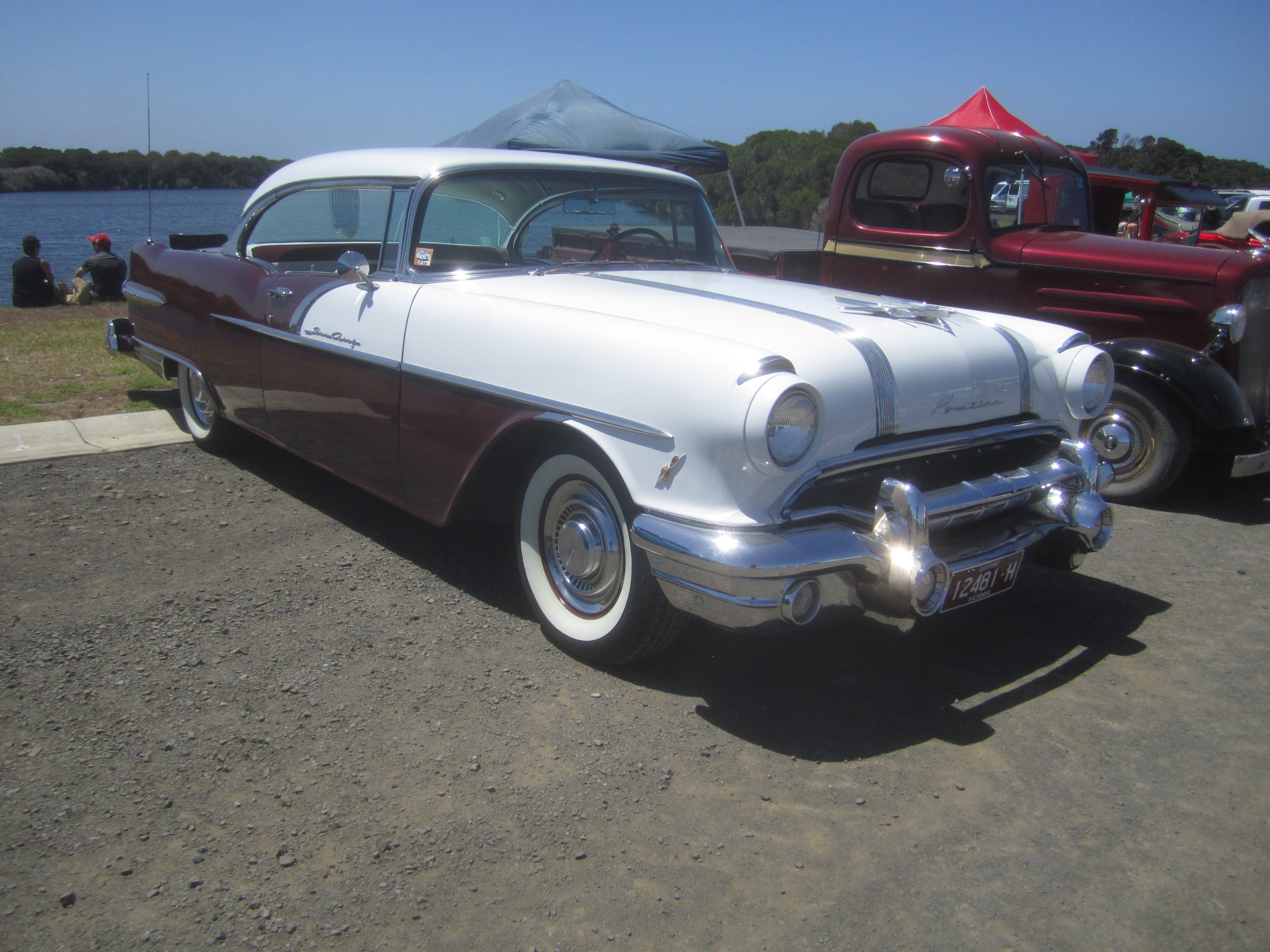
1956 Pontiac Star Chief Catalina
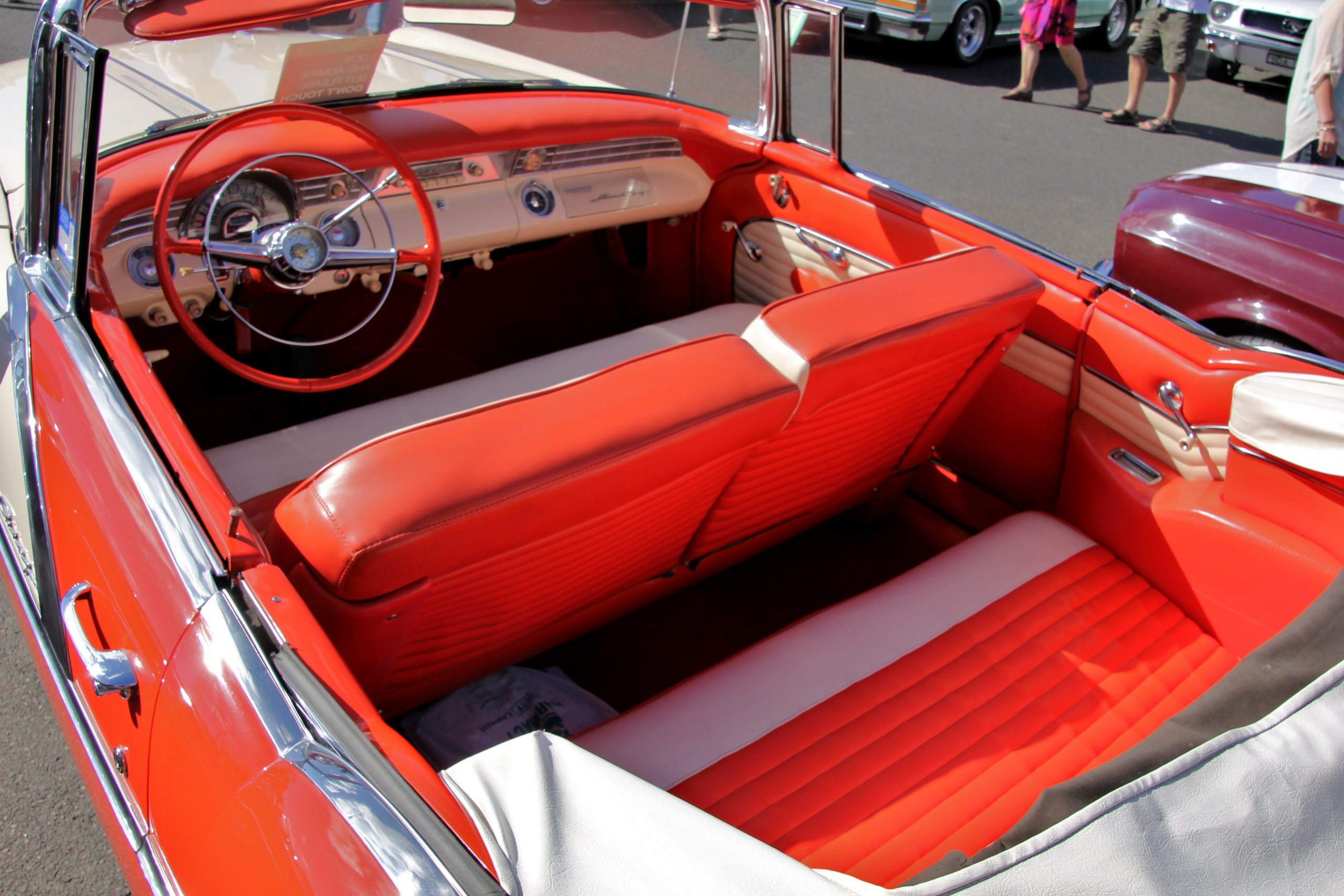
Интерьер
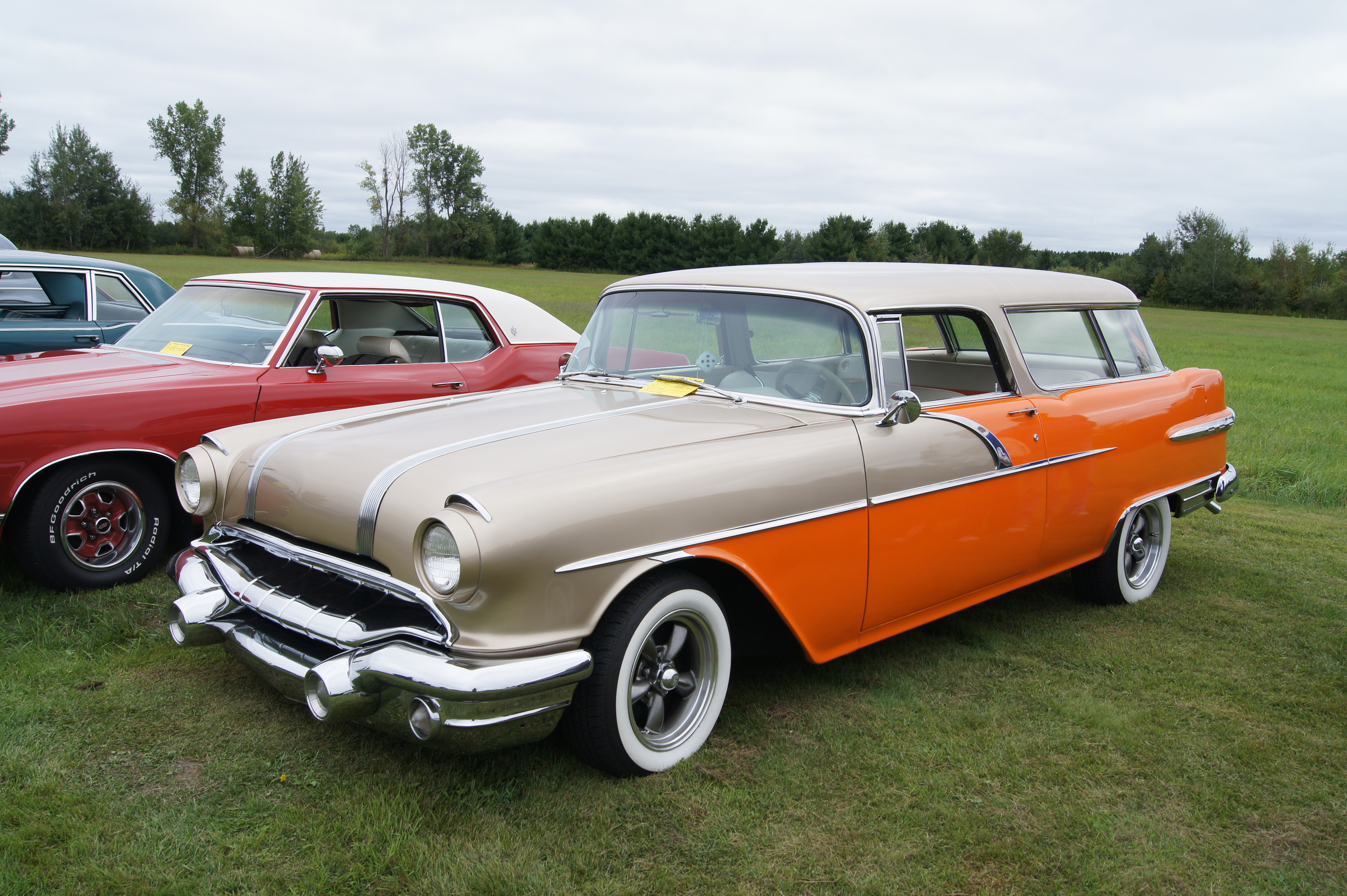
1956 Pontiac Star Chief Safari
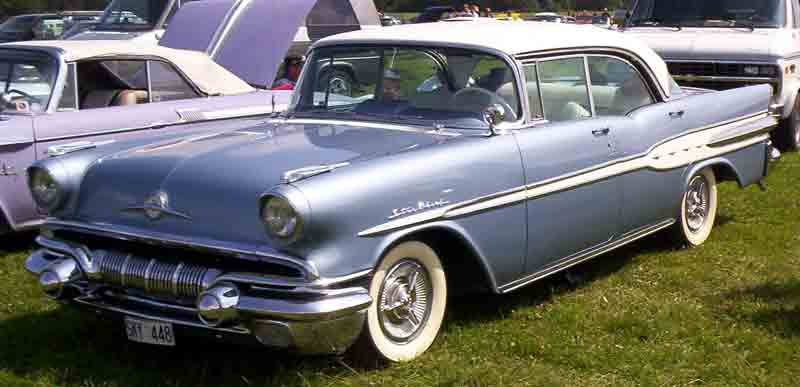
1957 Pontiac Star Chief

## Третье поколение (1958)
Третье поколение Pontiac Star Chief было представлено в 1957 году. Как и у Chieftain, кузов стал намного массивнее и отошёл от изгибов, присутствующих у предшественника.

Спереди расположены двойные фары, а чуть ниже — хромированная радиаторная решётка, проходящая по всей ширине кузова. Кузов стал более массивным, с двойной окраской.

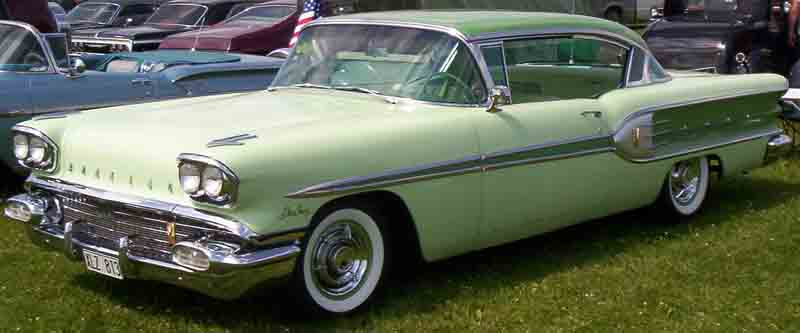
1958 Pontiac Star Chief Catalina
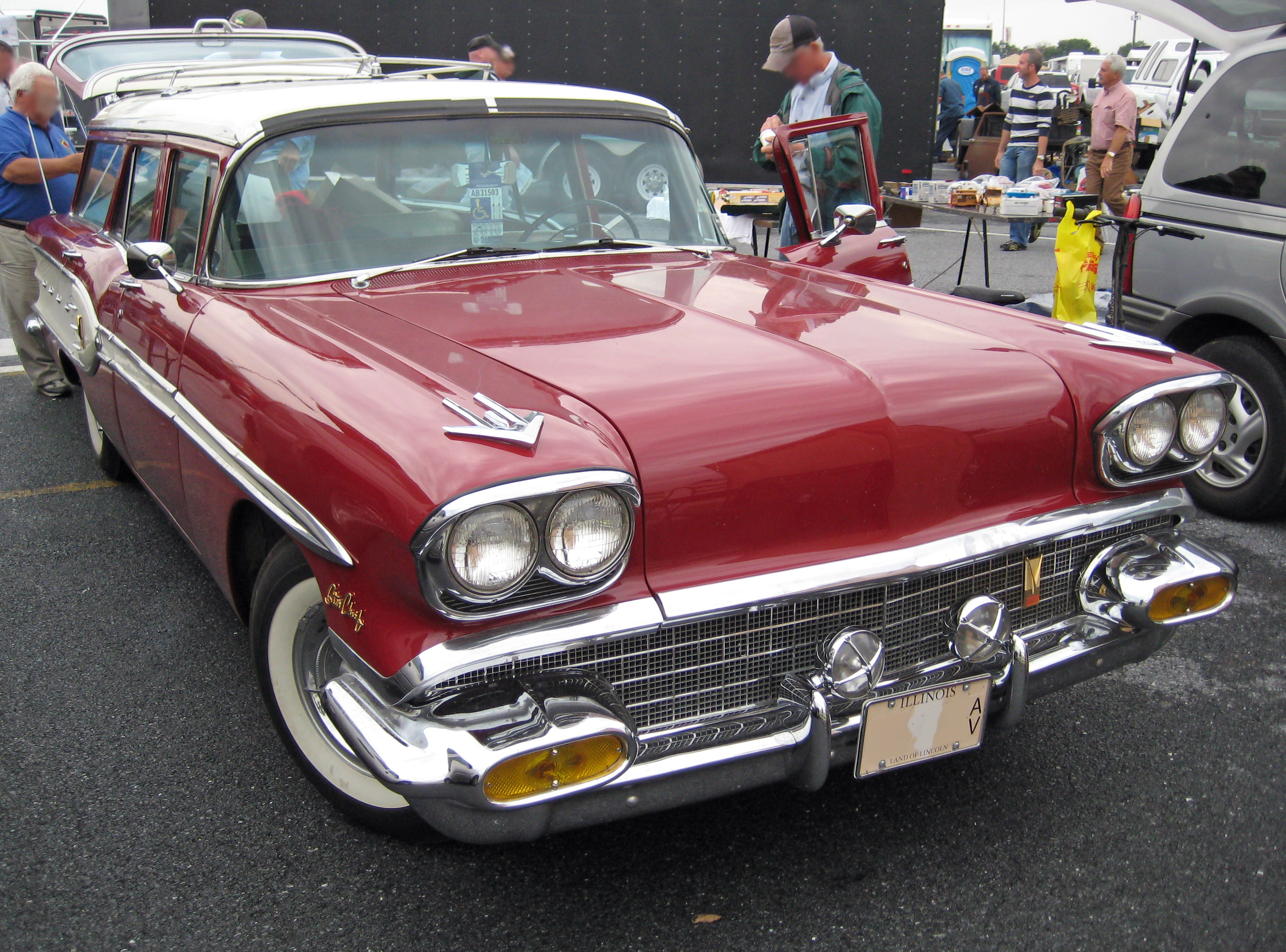
1958 Star Chief Custom Safari (2793 SD)

## Четвёртое поколение (1959—1960)
Четвёртое поколение Pontiac Star Chief было представлено в 1958 году. Автомобиль получил более стройный кузов с радиаторной решёткой, состоящей из двух частей. Задняя часть увенчана заострёнными краями колёсных арок. Задние фонари приобрели овальную форму.

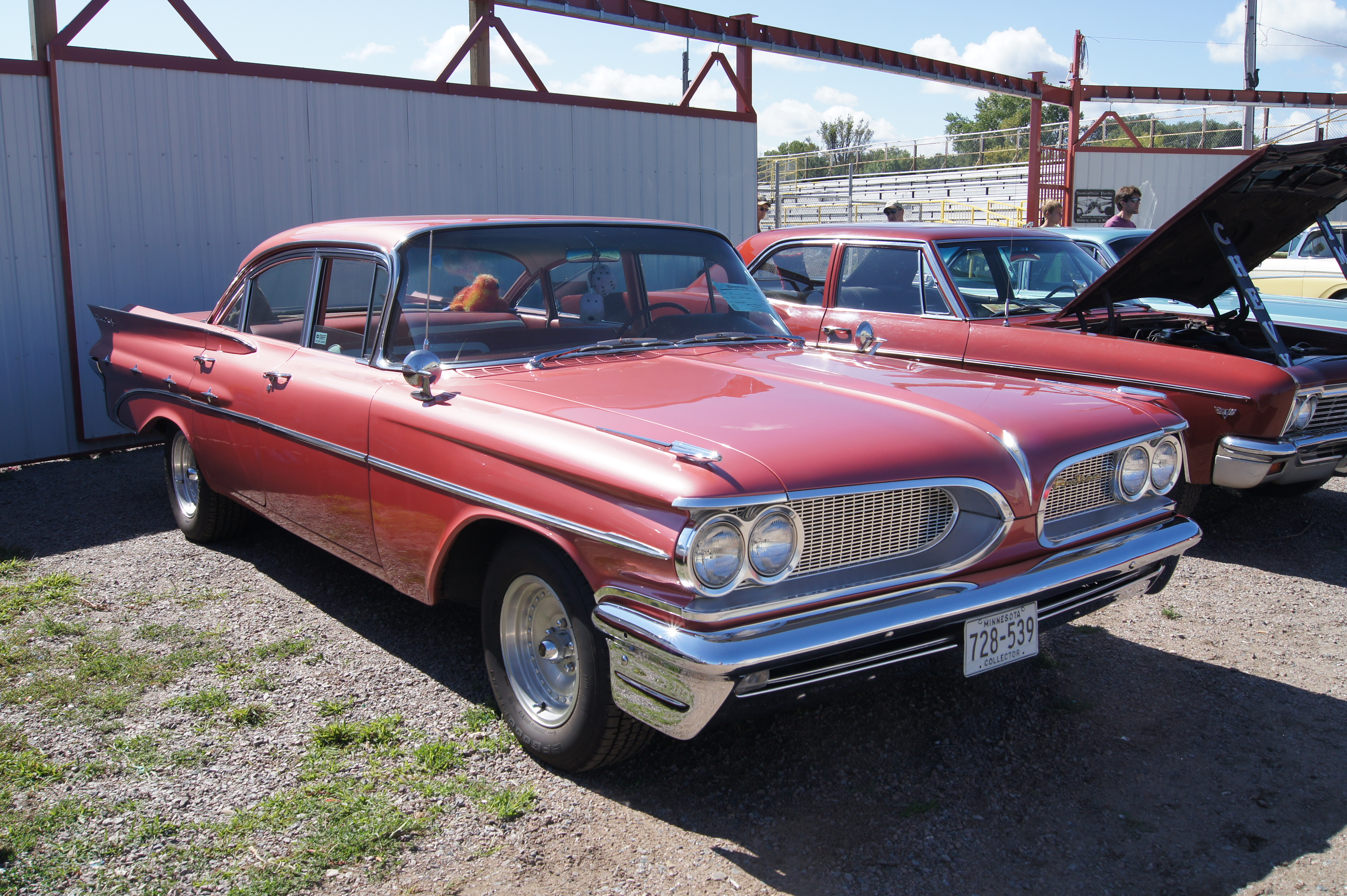
1959 Star Chief

## Пятое поколение (1961—1964)
Пятое поколение Pontiac Star Chief было представлено в январе 1961 года. Передняя часть вновь была украшена радиаторной решёткой, состоящей из двух частей, а задняя часть увенчана колёсными арками с острыми краями и тремя задними огнями. В 1964 году автомобиль прошёл рестайлинг.

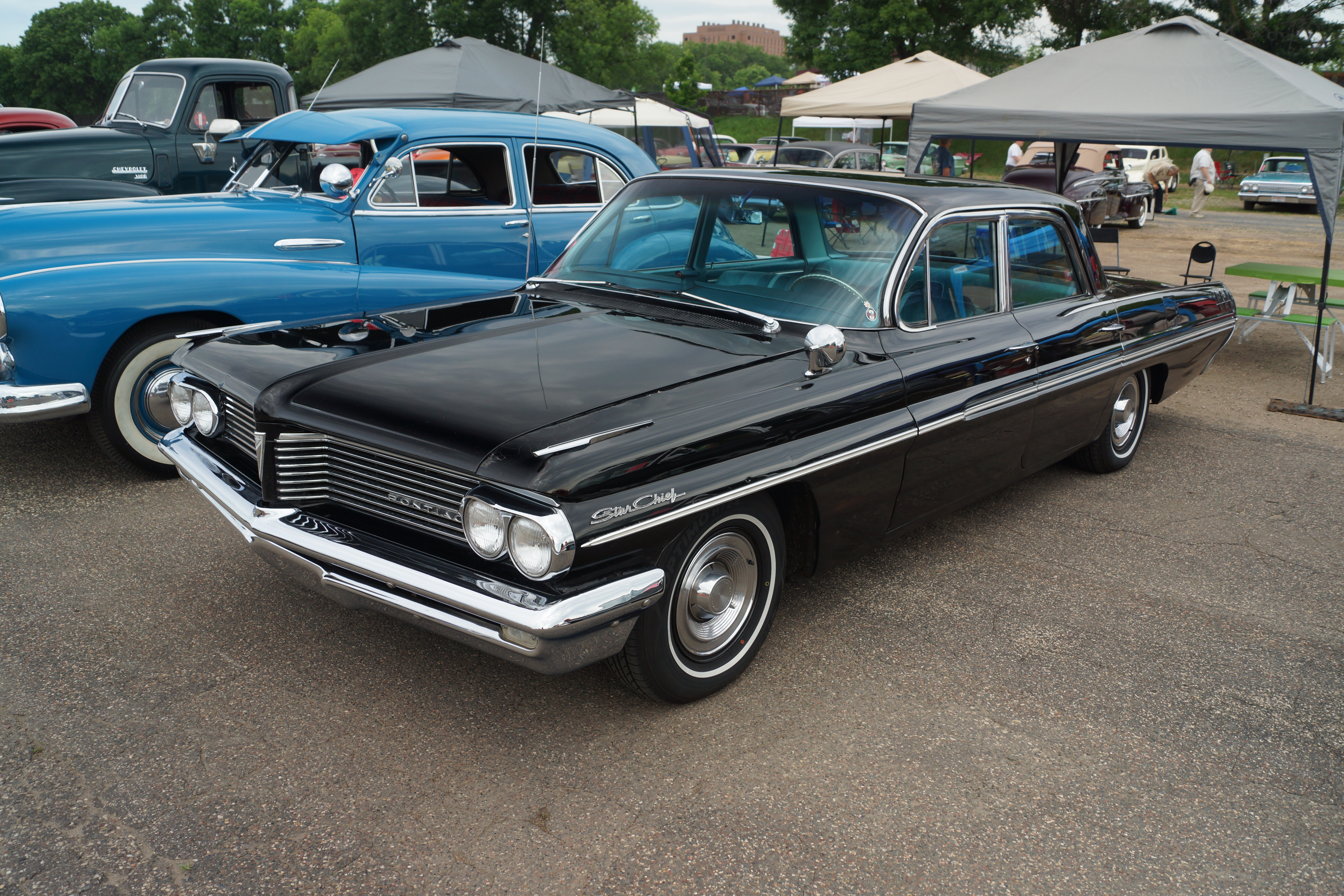
1962 Pontiac Star Chief
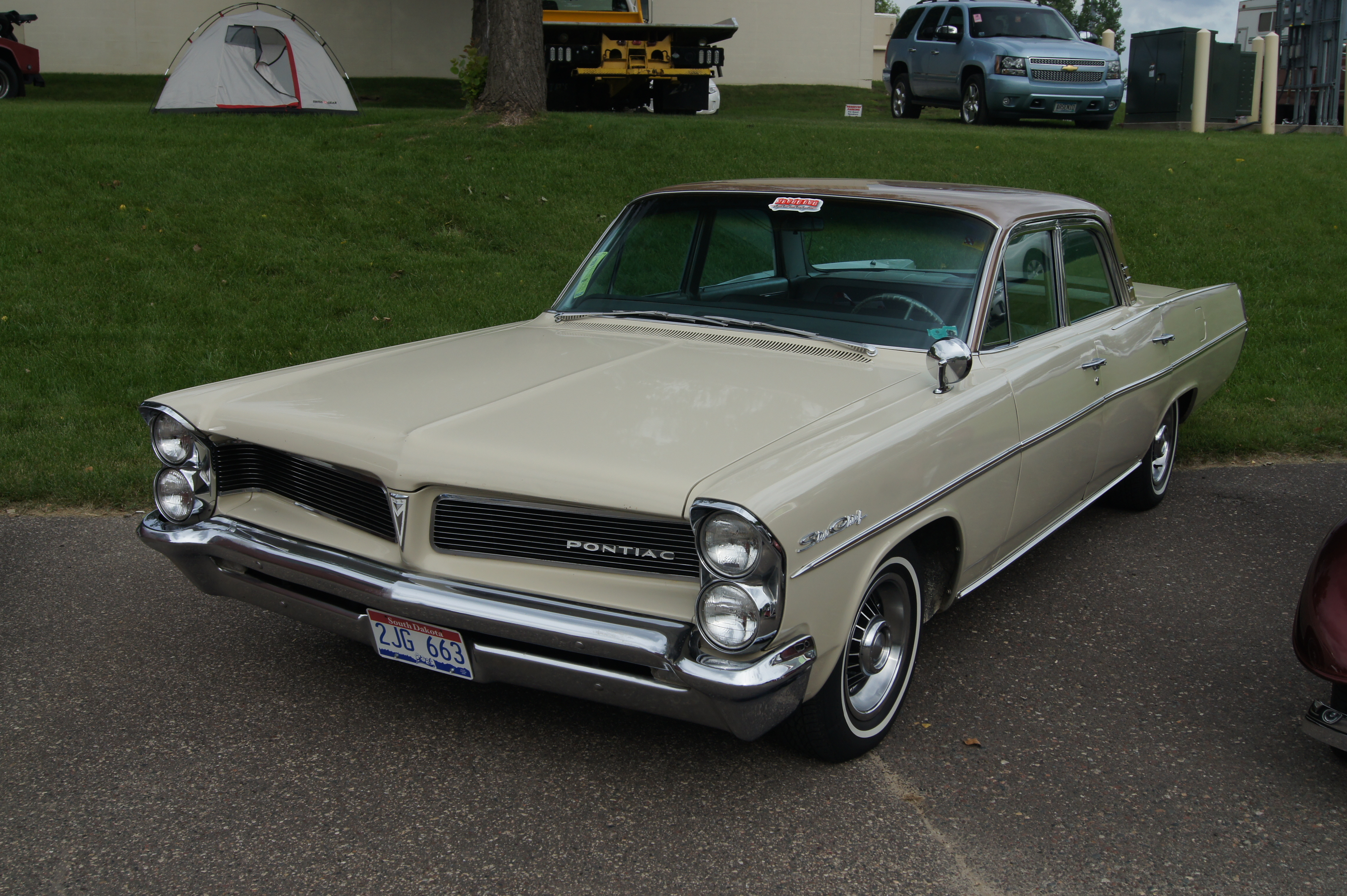
1963 Pontiac Star Chief
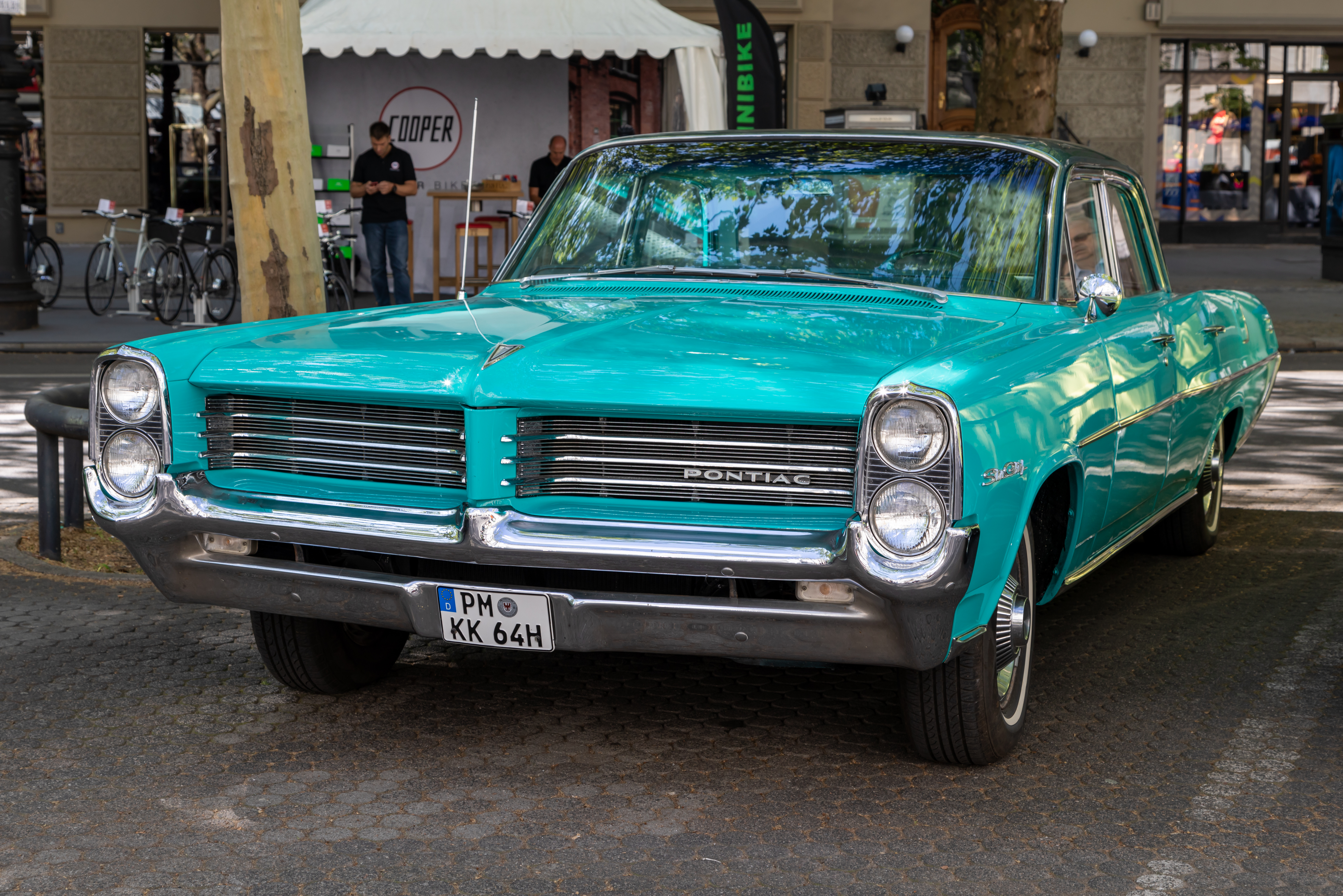
1964 Pontiac Star Chief

## Шестое поколение (1965—1966)
Шестое поколение Pontiac Star Chief было представлено в 1965 году. Оно являлось модернизацией предыдущего поколения. Впереди вновь появились двойные вертикально расположенные фары и большая двухсекционная радиаторная решётка.

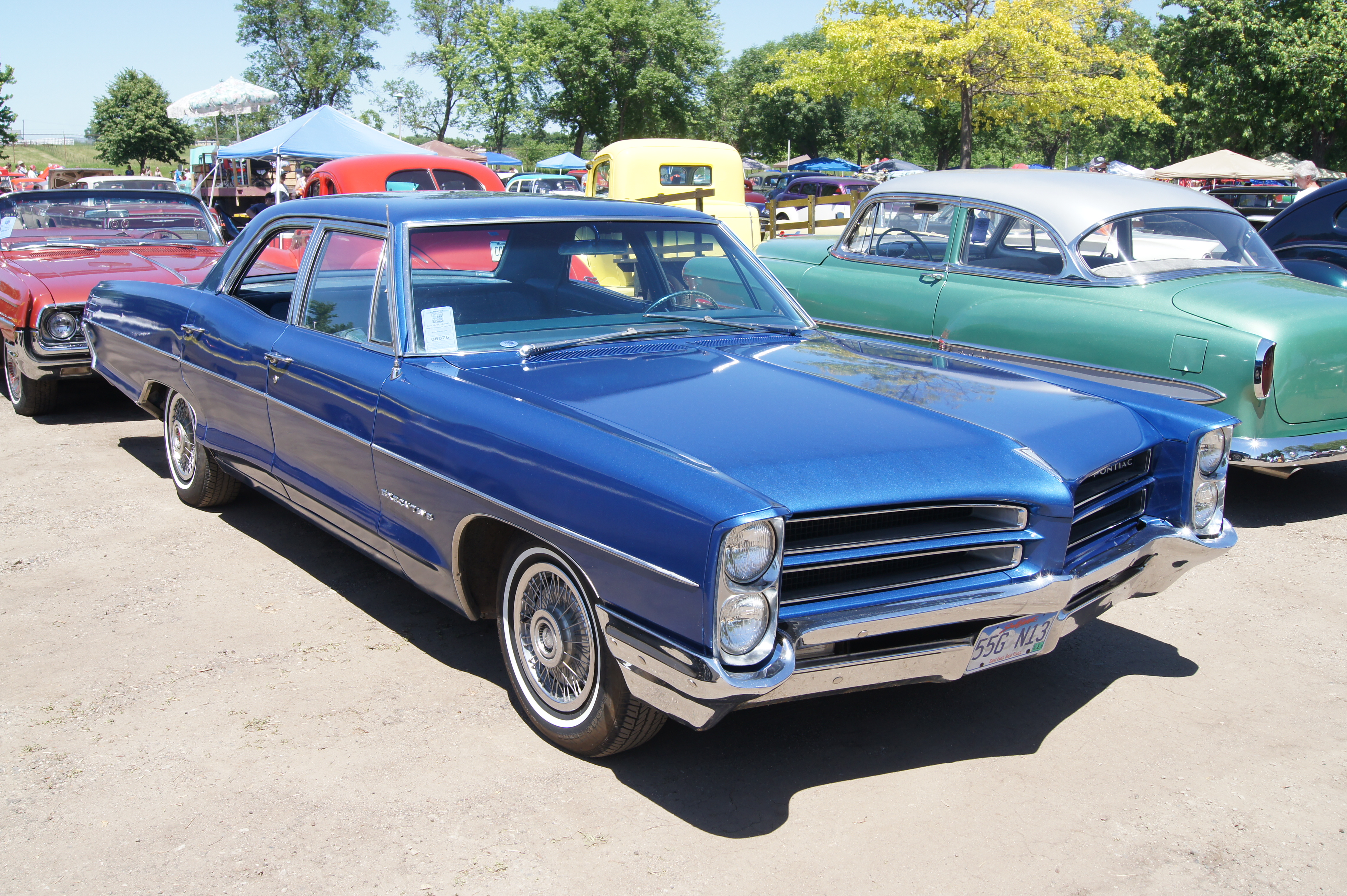
1966 Pontiac Star Chief Executive